# Mercedes-Benz C111
C111 — серія експериментальних прототипів, випущених Мерседесом у 1960-70-і роки. Компанія експериментувала як з новими технологіями двигунобудування, такими як двигун Ванкеля, дизельними двигунами і турбонаддувом, і використовувала C111 як основу для тестів; так і з матеріалами виготовлення кузова. Іншими концептуальними деталями були двері типу «Крило чайки», люкс інтер'єр, оброблений замшею, і кондиціонер.

## Модифікації

### C111-I

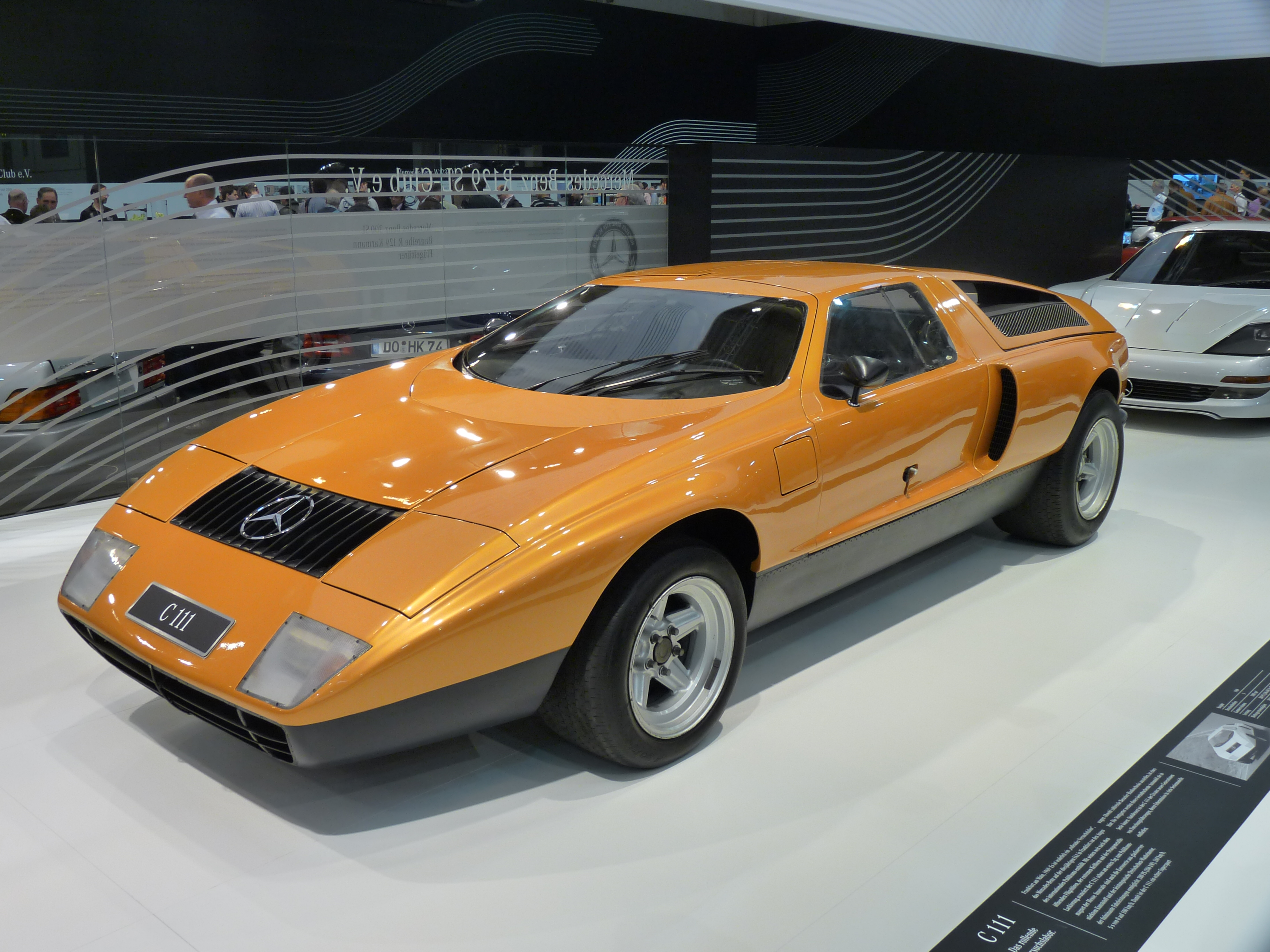
Mercedes-Benz C111-I

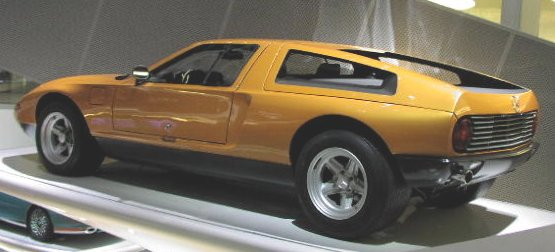
Mercedes-Benz C111-I

Перша версія C111 була представлена на франкфуртському автосалоні в 1969 році. Автомобіль має кузов зі скловолокна і трисекційний роторний двигун Ванкеля з безпосереднім вприском палива, встановлений в базі. Двигун мав потужність 280 к. с. і дозволяв автомобілю масою 1100 кг розвивати максимальну швидкість 270 км/год. Один з гонщиків-випробувачів Рон Вакенфельд зазначав низький рівень шуму двигуна, більш низький, ніж у 12-циліндрового агрегату у Lamborghini Miura.

### C111-II

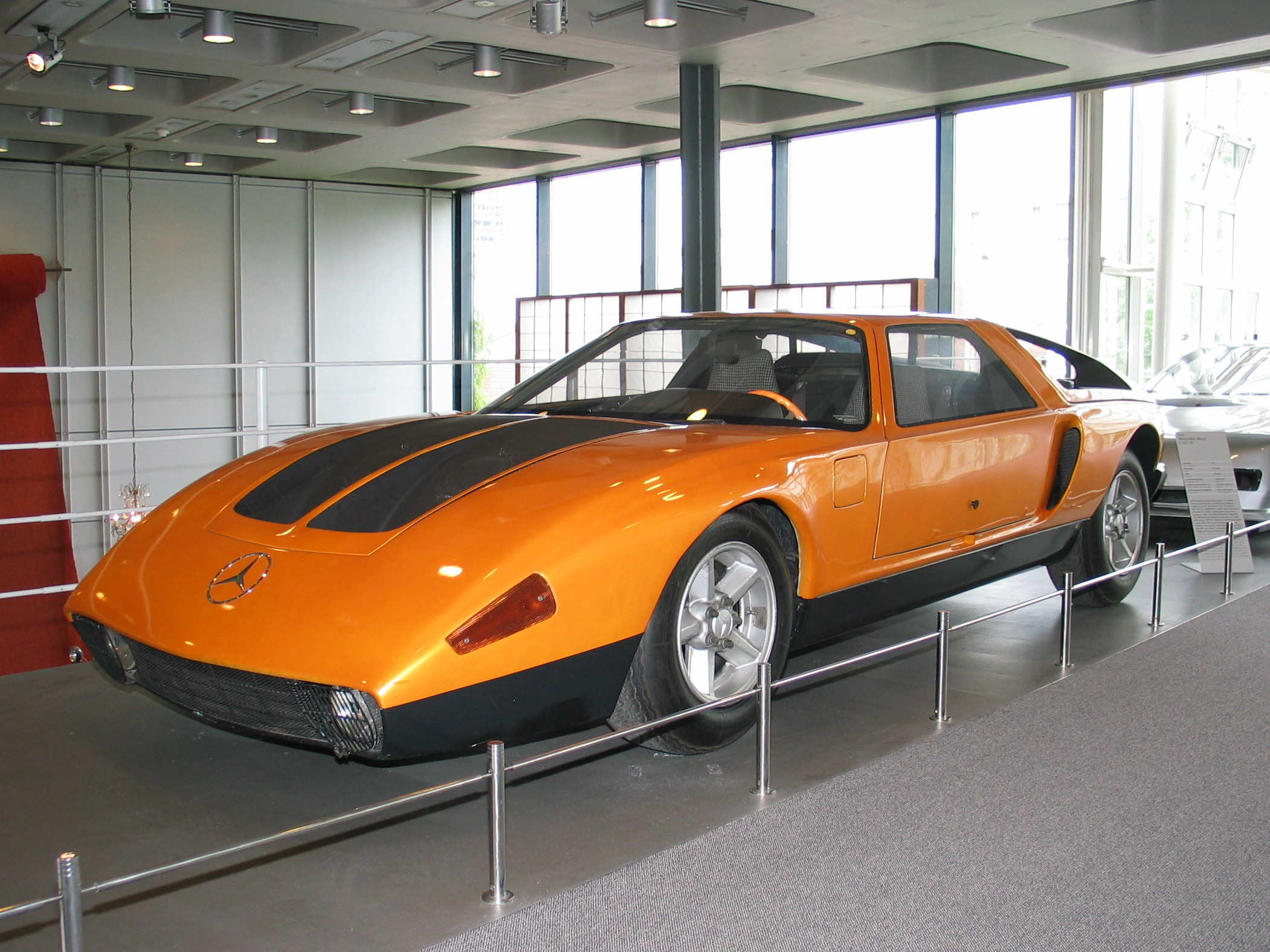
Mercedes-Benz C111-II

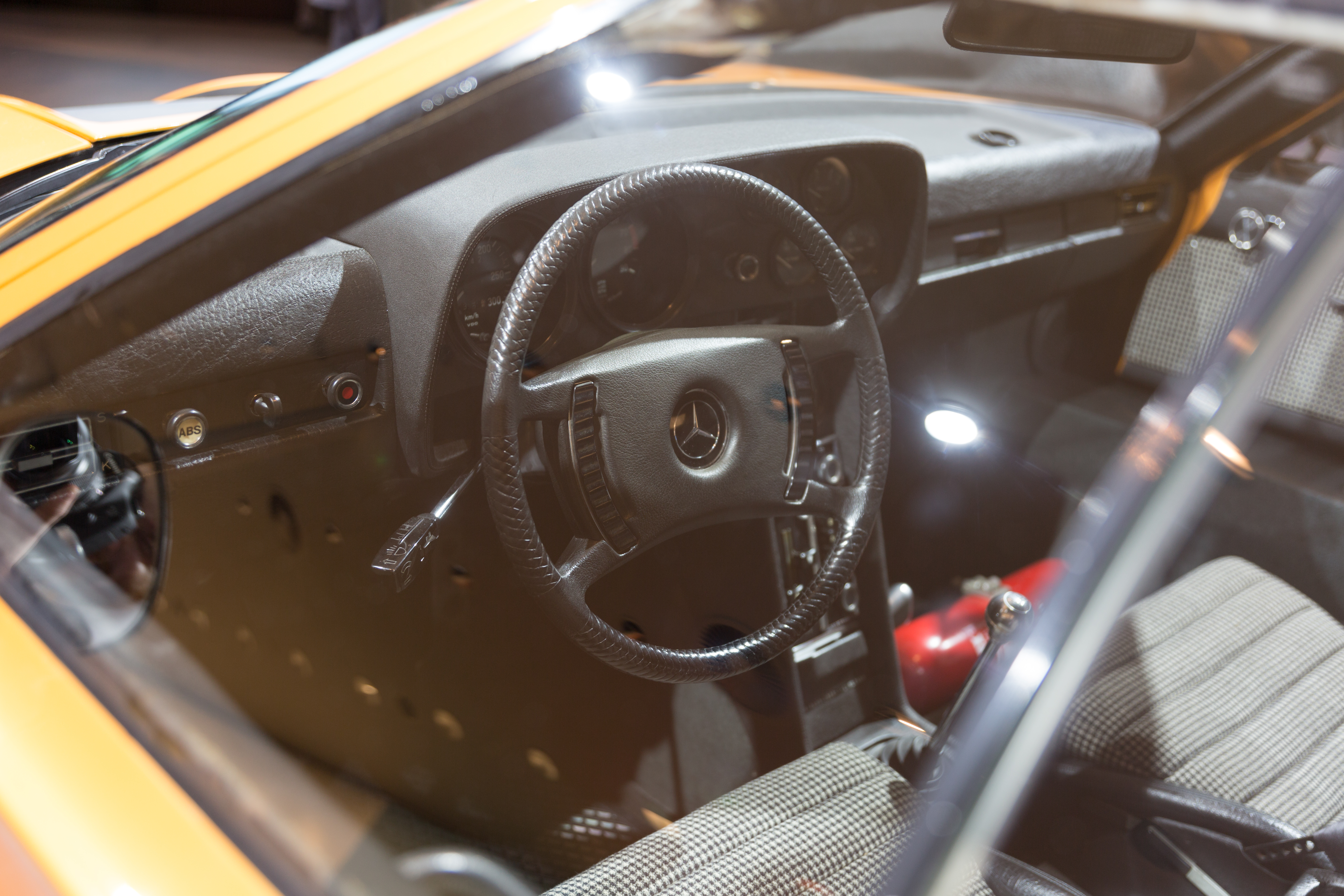

Наступна версія з'явилася в 1970 році на Женевському автосалоні. В автомобілі був встановлений чотирьохсекційними двигун Ванкеля 2,4 л M950F потужністю 370 к. с. (350 к. с. за іншими даними). Автомобіль розганявся до «сотні» за 4,9 с і мав максимальну швидкість 300 км/год.

### C111-IID
Пізніше, в часи енергетичної кризи, Mercedes почав експериментувати з дизельними двигунами, з метою показати можливості автомобілів обладнаних дизельними двигунами, В результаті чого в 1976 році з'явився C111-IID з рядним п'ятициліндровим дизельним двигуном від моделі 300SD об'ємом 3.0 літри OM617. Двигун був злегка модернізований і обладнаний турбокомпресором, завдяки чому він видавав потужність 190 к. с. Автомобіль мав серійний номер 31. Дизельна ітерація С111 побила 13 рекордів для дизельних машин на трасі Нардо.

### C111-III

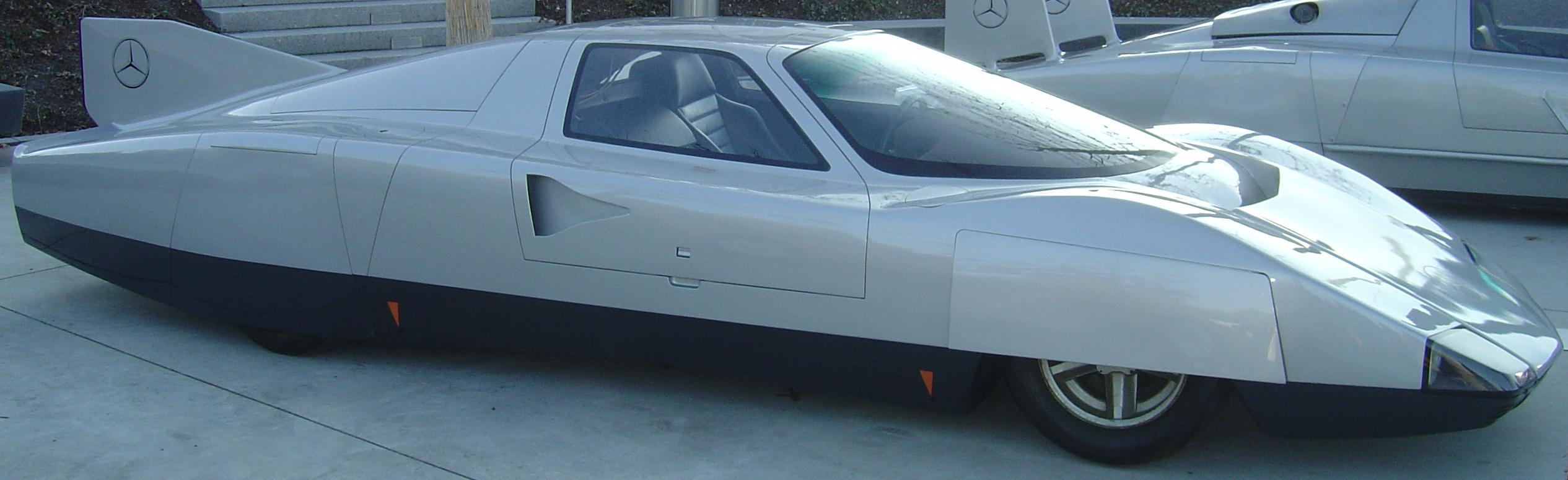
Mercedes-Benz C111-III

Компанія вирішила не використовувати двигун Ванкеля і повернулася до експериментів з дизельними двигунами для третьої модифікації C111. Обладнаний 5-циліндровим рядним дизелем потужністю 230 к. с. при 4400-4600 об/хв з 5-ти ступінчастою ручною коробкою передач автомобіль побив 9 дизельних і газових рекордів швидкості. Третя версія володіє поліпшеною аеродинамікою, коефіцієнт лобового опору складає всього 0,191. Завдяки цьому в 1978 році на трасі Нардо C111 досяг швидкості 322 км/год, і середню швидкість у 316 км/год за 12 .годин

### C111-IV

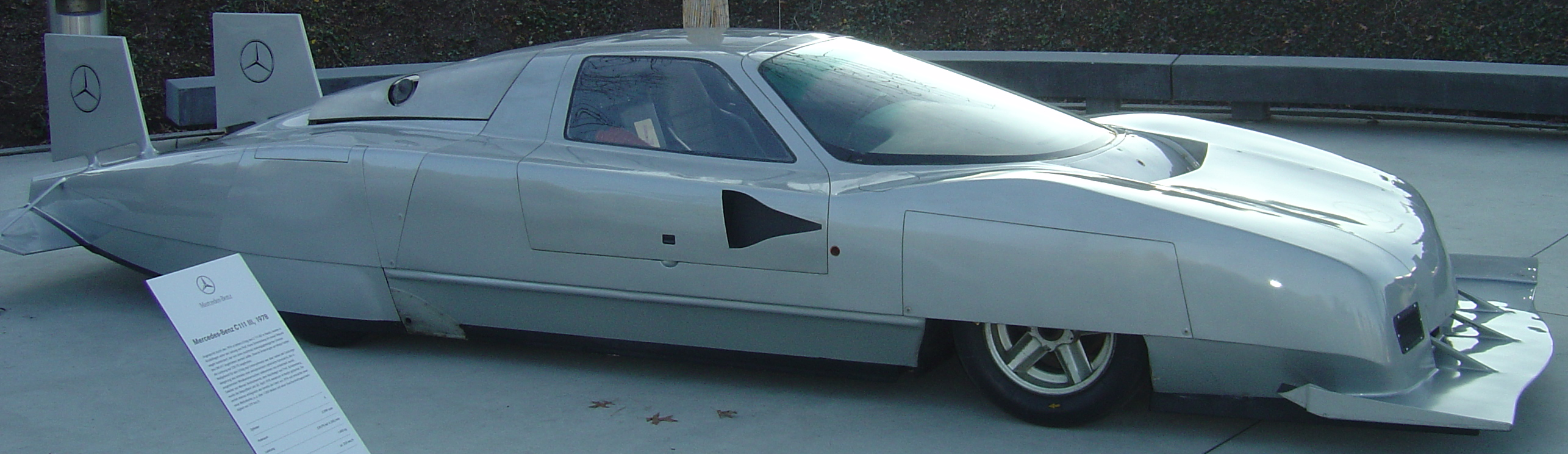
Mercedes-Benz C111-IV

Четверта версія з'явилася в 1979 році. Оснащений 4,8-літровим 500-сильним двигуном M117 V8 з 2-ма турбонагнітачами KKK, автомобіль поставив новий рекорд швидкості - 403,78 км/год (середня швидкість кола). Рекорд був поставлений Хансом Лейбольдом за 1 хвилину і 56,67 секунд 5 травня 1979 року.

## Світові рекорди
На італійському треку Нардо були встановлені такі рекорди:

### C111-II Diesel
| Дистанція, км | Середня швидкість, км/год | Дистанція, миль | Середня швидкість, км/год | Дистанція, год | Середня швидкість, км/год |
| ------------- | ------------------------- | --------------- | ------------------------- | -------------- | ------------------------- |
| 10            | 220,619                   | 10              | 227,353                   | 1              | 253,770                   |
| 100           | 251,148                   | 100             | 252,875                   | 6              | 252,578                   |
| 500           | 254,086                   | 500             | 252,930                   | 12             | 253,616                   |
| 1.000         | 253,307                   | 1000            | 252,737                   | 24             | 253,030                   |
| 5.000         | 252,903                   | 5.000           | 252,540 (Світовий рекорд) |                |                           |
| 10.000        | 252,249 (Світовий рекорд) | 10.000          | 251,798 (Світовий рекорд) |                |                           |

### C111-III Diesel
| Дистанція, км | Середня швидкість, км/год | Дистанція, миль | Середня швидкість, км/год | Дистанція, год | Середня швидкість, км/год |
| ------------- | ------------------------- | --------------- | ------------------------- | -------------- | ------------------------- |
| 100           | 316,484                   | 100             | 319,835                   | 1              | 321,843                   |
| 500           | 321,860                   | 500             | 320,788                   | 6              | 317,796                   |
| 01.000        | 318,308                   | 01.000          | 319,091                   | 12             | 314,463                   |